# BBC Transcription Service – Live in Concert
BBC Transcription Service – Live in Concert – nagranie piosenek wykonanych przez Nika Kershawa w roku 1987 w klubie Town & Country w Londynie. W 1987 nagranie nadane było przez BBC Radio One.

## Lista utworów
1. "Introduction by Radio One DJ Richard Skinner"
2. "Wide Boy"
3. "Don't Let Me Out Of My Cage"
4. "When A Heart Beats"
5. "Radio Musicola"
6. "James Cagney"
7. "The Riddle"
8. "Bogart"
9. "I Won't Let The Sun Go Down On Me"
10. "What The Papers Say"
11. "Nobody Knows"
12. "Wouldn't It Be Good"